# Zaleaddea, Koriukivka
Zaleaddea (în ucraineană Заляддя) este un sat în comuna Reimentarivka din raionul Koriukivka, regiunea Cernihiv, Ucraina.

## Demografie
Componența lingvistică a localității Zaleaddea
     Ucraineană (100%)
Conform recensământului din 2001, toată populația localității Zaleaddea era vorbitoare de ucraineană (100%).